# Papiermühle (Burghausen)
Papiermühle ist ein Gemeindeteil der Stadt Burghausen im Landkreis Altötting in Oberbayern. Bis 1977 war Papiermühle ein Gemeindeteil der ehemaligen Gemeinde Raitenhaslach.
Namensgebend war die heute zum Gemeindeteil Trutzhof gehörende ehemalige Klosterpapiermühle Raitenhaslach. Das heute unbewohnte Gebäude des Wasserkraftwerks Marienberg gehört zum Gemeindeteil Papiermühle.

## Einwohnerentwicklung
Der Ort Papiermühle wird in der Dokumentation zur Volkszählung von 1875 beschrieben als zur katholischen Pfarrei und Schule Raitenhaslach gehörende Einöde mit acht Einwohnern, acht Gebäuden, zwei Pferden und fünfzehn Rindviehchern. Im Jahr 1900 wurden zwölf Einwohner in drei Wohngebäuden, bei der Zählung 1925 elf Einwohner in zwei Wohngebäuden, registriert. 1950 wurden ein Wohngebäude und sieben Einwohner verzeichnet. Bei der Volkszählung 1961 wurden acht Einwohner in einem Wohngebäuden ermittelt. 1970 wurden für Papiermühle keine getrennten Daten erfasst und der Ort wurde 1987 als unbewohnt eingestuft.